# ベン・フォールズ・ファイヴ (アルバム)
『ベン・フォールズ・ファイヴ』（原題: Ben Folds Five）は、アメリカ合衆国のロックバンドであるベン・フォールズ・ファイヴのデビューアルバムである。伝統的なロック・アルバムとは異なり、ギターの音を完全に除外した革新的なインディー・ポップ・サウンドを特徴としている。アルバムは小さなインディー・レーベルのパッセンジャー・レコードから発売された。パッセンジャー・レコードは、ヴァージン/EMIの子会社であるキャロライン・レコードの子会社である。『ベン・フォールズ・ファイヴ』は高い評価を受けて、アルバムから5枚のシングルがカットされた。レコードはチャートに入ることはできなかったが、最終的にはソニー・ミュージックが制することとなる激しい争奪戦が発生した。

## 評価
| 専門評論家によるレビュー           | 専門評論家によるレビュー        |
| レビュー・スコア                   | レビュー・スコア                |
| 出典                               | 評価                            |
| ---------------------------------- | ------------------------------- |
| オールミュージック                 | [ 1 ]                           |
| シカゴ・トリビューン               | [ 3 ]                           |
| エンターテインメント・ウィークリー | B+                              |
| メロディ・メイカー                 | 1996年6月8日号 48ページ         |
| ニュー・ミュージカル・エクスプレス | (9/10) 1996年4月27日号 53ページ |
| オプション                         | 1996年1月号 92ページ            |
| ピッチフォーク・メディア           | (9.6/10)                        |
| ロバート・クリストガウ             | [ 6 ]                           |
| ローリング・ストーン               | [ 7 ]                           |
| ヴィレッジ・ヴォイス               | 1996年2月20日号                 |

ピッチフォーク、エンターテインメント・ウィークリーから高い評価を受けている。オールミュージックでは5点中4点が与えられていて、「ティン・パン・アレーのショーマンシップ、トッド・ラングレン風のパワーポップ、そして無数のオルタナティヴ・ロックの感性を心地よく組み合わせたポスト・モダンロックの強力でとても楽しいコレクション」と評されている。

## 収録曲
| #   | タイトル                                                                | 作詞                           | 作曲・編曲       | 時間    |
| --- | ----------------------------------------------------------------------- | ------------------------------ | ---------------- | ------- |
| 1.  | 「ジャクソン・カナリー (Jackson Cannery)」                              | ベン・フォールズ               | ベン・フォールズ | 3分23秒 |
| 2.  | 「フィロソフィー (Philosophy)」                                         | ベン・フォールズ               | ベン・フォールズ | 4分36秒 |
| 3.  | 「ジュリアンヌ (Julianne)」                                             | ベン・フォールズ               | ベン・フォールズ | 2分30秒 |
| 4.  | 「ホエアーズ・サマー・B? (Where's Summer B.?)」                         | フォールズ、ダレン・ジェシー   | ベン・フォールズ | 4分7秒  |
| 5.  | 「アリス・チャイルドレス (Alice Childress)」                            | フォールズ、アンナ・グッドマン | ベン・フォールズ | 4分34秒 |
| 6.  | 「アンダーグラウンド (Underground)」                                    | ベン・フォールズ               | ベン・フォールズ | 4分11秒 |
| 7.  | 「スポーツ&ワイン (Sports & Wine)」                                     | ベン・フォールズ               | ベン・フォールズ | 2分58秒 |
| 8.  | 「アンクル・ウォルター (Uncle Walter)」                                 | ベン・フォールズ               | ベン・フォールズ | 3分51秒 |
| 9.  | 「ベスト・イミテーション・オブ・マイセルフ (Best Imitation of Myself)」 | ベン・フォールズ               | ベン・フォールズ | 2分38秒 |
| 10. | 「ヴィデオ (Video)」                                                    | ベン・フォールズ               | ベン・フォールズ | 4分7秒  |
| 11. | 「ザ・ラスト・ポルカ (The Last Polka)」                                 | フォールズ、アンナ・グッドマン | ベン・フォールズ | 4分34秒 |
| 12. | 「ボクシング (Boxing)」                                                 | ベン・フォールズ               | ベン・フォールズ | 4分45秒 |

## 演奏者
- ベン・フォールズ - ピアノ、ボーカル
- ダレン・ジェシー - ドラムス
- ロバート・スレッジ - ベース
- テッド・エアハルト - ヴァイオリン、ヴィオラ
- クリス・ユーバンク - チェロ

### 制作
- プロデューサー: キャレブ・サザン
- ミキシング: マーク・ベッカー
- フォトグラフィー: アレキサンドリア・シールズ